# Leptaulax dentatus
Leptaulax dentatus là một loài bọ cánh cứng trong họ Passalidae. Loài này được Fabricius miêu tả khoa học năm 1792.